# VideoCrypt

VideoCrypt.

VideoCrypt es un sistema criptográfico basado en Tarjeta Inteligente que codifica las señales analógicas de pago.
Este sistema, fue introducido en 1989 por News Datacom y fue usado inicialmente por SKY TV y otros muchos operadores televisivos en el satélite SES ASTRA.

## Usuarios
| Operador                 | Lugar                 | Medio                 |
| ------------------------ | --------------------- | --------------------- |
| British Sky Broadcasting | Gran Bretaña, Irlanda | Satélite SES Astra    |
| The Adult Channel        | Europa                | Satélite SES Astra    |
| JSTV                     | Europa                | Satélite SES Astra    |
| SKY Network Television   | Nueva Zelanda         | UHF terrestre         |
| Sky Fiji                 | Fiyi                  | VHF terrestre         |
| Filmnet                  | Europa                | Satélite SES Astra    |
| MTV Europe               | Europa                | Satélite SES Astra    |
| Foxtel (hasta 2005)      | Australia             | Telstra HFC terrestre |

## Variantes
Estas variantes de VideoCrypt fueron implementadas en Europa : VideoCrypt 1 para el reino unido y el mercado irlandés y VideoCrypt 2 para la Europa continental. La tercera variante, VideoCrypt-S fue usado en el servicio difunto BBC Select. VideoCrypt-S se diferenciaba de VideoCrypt porque usaba un codificado de líneas aleatorias.
- SKY Nueva Zelanda y SKY Fiji usan diferentes versiones de VideoCrypt.
- SKY Nueva Zelanda uso el sistema NICAM, como ETB 1 y 2 por muchos años, abandonándolo cuando la tecnología Sky DTH empezó a reemplazar a SKY UHF.